# Teodora Tocco
Teodora Tocco (rođena Magdalena Tocco) (? – 1429.) bila je prva žena cara Bizanta, Konstantina XI. On je bio posljednji bizantski car.
Njezin je otac bio Leonardo II. Tocco, lord Zantea, a stric joj je bio Karlo I. Tocco, koji je posvojio Magdalenu i njezina brata Karla. Ime je Magdalenine majke nepoznato.
Magdalena se udala za Konstantina u srpnju 1428. te je postala pravoslavka, uzevši ime Teodora.
Rodila je kćer 1429. i umrla nakon poroda te je zatim pokopana u Mistrasu.